# مومسيلو بيريسيتش
مومسيلو بيريسيتش (بالصربية: Momčilo Perišić) (22 مايو 1944م)، هو جنرال صربي سابق شغل منصب رئيس هيئة الأركان العامة في القوات المسلحة لصربيا والجبل الأسود في الفترة من 1993م إلى 1998م.